# Cartuccia (stampante)

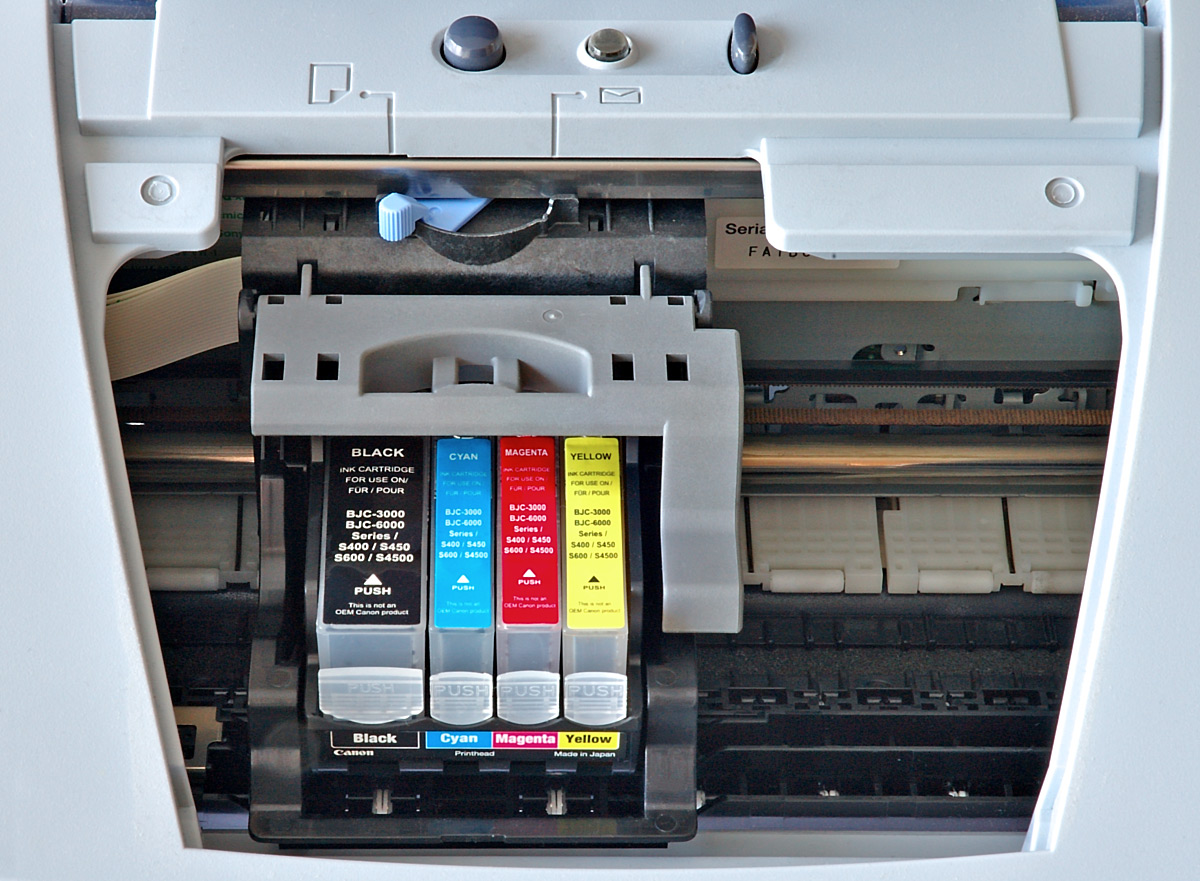
Cartucce d'inchiostro

Una cartuccia per stampanti è un dispositivo rimovibile utilizzato in una stampante contenente l'inchiostro (o altra sostanza affine) necessario per il processo di stampa. 
Il termine cartuccia per stampante riferisce comunemente alla tecnologia a getto d'inchiostro (inkjet). Questo tipo di cartuccia contiene inchiostro liquido di un solo colore (cartuccia monocolore) o di più colori in camere separate (cartuccia multi colore). In quest'ultimo caso l'esaurimento di un solo colore comporta la necessità della sostituzione dell'intera cartuccia. In molti modelli di stampante  si utilizza in abbinamento una cartuccia per il nero e una cartuccia multicolore con i tre colori fondamentali (ciano, magenta e giallo),  ma sono molto diffuse anche le stampanti che utilizzano singole cartucce mono-colore.
La cartuccia a getto d'inchiostro può essere costituita da un semplice serbatoio, normalmente di materiale plastico, o incorporare in un unico blocco il serbatoio e la testina di stampa, cioè il vero e proprio dispositivo che realizza l'espulsione delle minuscole gocce di inchiostro che compongono l'immagine sul foglio di carta. 
Nel primo caso, la testina si trova all'interno della stampante e non viene mai rimossa se non per eventuale riparazione. Questa soluzione comporta il rischio che, esaurendosi l'inchiostro, si svuotino i minuscoli canalini di passaggio dell'inchiostro nella testina, causando il danneggiamento della testina stessa. Per scongiurare tale evenienza, alcuni modelli di cartucce sono dotate di un chip in grado di stimare il livello di inchiostro e di comunicare questa informazione ai circuiti della stampante e al computer ad essa collegato, in modo da poter avvisare l'utente che è necessario provvedere alla sostituzione della cartuccia. Per maggiore sicurezza, per alcuni modelli è previsto anche il blocco automatico del sistema. Questo sistema è da tempo al centro di numerose polemiche in quanto limiterebbe pesantemente le possibilità di utilizzo di cartucce diverse da quelle originali, da parte del consumatore.

## Rigenerazione e ricarica delle cartucce esauste
Una volta esaurito l'inchiostro, le cartucce esauste sono classificate come "rifiuti speciali non pericolosi".
Questo rifiuto può continuare il suo ciclo di vita in tre modi: smaltimento, ricarica e rigenerazione.
Le cartucce rigenerate sono ampiamente disponibili sul mercato accanto a quelle originali, ad un costo inferiore. Questo sistema, tuttora fonte di contenzioso con i produttori di cartucce originali, diminuisce sensibilmente l'emissione di materiali inquinanti ed assume, quindi, una particolare valenza ecologica considerate le grandi e crescenti quantità di cartucce consumate in tutto il pianeta. Se si sceglie questa pratica bisogna però prendere in considerazione il rischio di una diminuzione della qualità di stampa, nonché di un danneggiamento del sistema nel caso di cartucce montate su testine residenti qualora non si usino inchiostri di qualità adeguata, ovvero con caratteristiche chimico-fisiche perfettamente compatibili con il processo inkjet adottato da quello specifico modello di stampante.

## Produttori di testine ink-jet
- Brother Industries
- Canon
- Epson
- Hewlett-Packard
- Lexmark
- Olivetti
- Samsung
- Konica Minolta